# Odbijeni
Odbijeni (The Rejected, 1961.) je dokumentarni film o homoseksualnosti, napravljen za televiziju, koji je za KQED u San Franciscu producirao John W. Reavis. Odbijeni je prvi dokumentarni program o homoseksualnosti emitiran na američkoj televiziji. Prvi je put prikazan na KQED-u 11. rujna 1961. godine, a kasnije je sindiciran postajama Nacionalne obrazovne televizije (NET) širom Sjedinjenih Država. Odbijeni su dobili pozitivne recenzije.

## Produkcija
Reavis, neovisni producent koji nije bio povezan s homofilskim pokretom, napisao je svoju ideju za The Rejected 1960. Reavis je izvorno naslovio dokumentarac The Gay Ones. U svom prijedlogu objasnio je ciljeve programa:
Ravis je pristupio temi iz perspektive homoseksualnosti kao društvenog problema kao sto su alkoholizam ili prostitucija, slično prijašnjim emisijama na ovu temu, koje su često bile epizode talk showa. Sami naslovi govore dovoljno o načinu na koji je predstavljena homoseksualnost: "Homoseksualci i problem koji predstavljaju" i "Homoseksualnost: Psihološki pristup". The Rejected se fokusirao isključivo na homoseksualne muškarce, bez spomena lezbijki. Reavis je objasnio zašto nije htio uključiti lezbijke:
Komercijalne stanice odbile su program, kao i sponzori. KQED je kupio projekt početkom 1961. pod novim naslovom. Dokumentarac je u cijelosti snimljen u studiju KQED, osim jednog segmenta na lokaciji Black Cat Bar, gay baru u San Franciscu koji se borio protiv državnog i policijskog uznemiravanja od 1948. godine. Reavis i koproducent Irving Saraf snimili su film The Rejected s budžetom manjim od 100 dolara.
Reavis i redatelj Richard Christian koristili su format talk showa, raščlanjujući temu na niz manjih tema. Svaki je segment uključivao jednog ili više tematskih stručnjaka koji su o homoseksualnosti razgovarali iz različite perspektive. Unutar svakog segmenta, Reavis je predstavio stereotip o homoseksualnosti, a zatim je kroz stručne razgovore osporio valjanost tog stereotipa. Njegov je cilj, kako je primijetio u svom izvornom prijedlogu, bio gledatelju pružiti "osjećaj da je zbunjen i da je društvo u cjelini zbunjeno u vezi homoseksualnosti". Stručnjaci intervjuirani za program bili su:
- Margaret Mead koja je govorila s antropološkog stajališta. Mead je govorio o pozitivnim ulogama koje je homoseksualnost imala u kulturama Drevne Grčke i Polinezije, te u inuitskim i indijanskim društvima. Primijetila je da društvo, a ne pojedinac, određuje kako će se gledati na homoseksualnost i homoseksualno ponašanje.[7]
- Psihijatar Karl Bowman s psihijatrijskog instituta Langley Porter[8] koji je objasnio Kinseyjevu ljestvicu ljudske seksualnosti i koji je govorio protiv kaznenog pristupa liječenju homoseksualnih pacijenata. Liječnik Erwin Braff također se pozabavio medicinskim problemima.
- Episkopalni biskup San Francisca James Pike i rabin Alvin Fine obraćali su se vjerskim temama. Svaki je čovjek zagovarao svoje uvjerenje da zakone o sodomiji treba ukinuti, jer je po njegovom mišljenju homoseksualnost bila mentalna bolest.[9] Pike je posebno usporedio homoseksualnost s kroničnim alkoholizmom, ali pozvao je da se prema homoseksualcima postupa s "ljubavlju i brigom i zanimanjem" te da ih ne osuđuje kao "zle".
- Gradski okružni tužitelj Thomas C. Lynch pokrivao je pravna pitanja zajedno s odvjetnicima J. Albertom Hutchinsonom, Al Bendichom[10] i Morrisom Lowenthalom (koji je ranije branio odvjetničku komoru Black Cat tijekom 15-godišnje pravne borbe protiv policije i vlade uznemiravanje).[11]
- Otvoreno homoseksualni predsjednik Društva Mattachine Hal Call, izvršni tajnik Mattachinea Donald Lucas i blagajnik Mattachinea Les Fisher govorili su za homoseksualce.[12] Odbačeni je za svoje vrijeme bio neobičan jer je uključivao stvarne homoseksualce, za razliku od toga da je predstavljao tobože heteroseksualne stručnjake.[13]

Voditelj postaje KQED James Day otvorio je dokumentarac čitajući izjavu tadašnjeg kalifornijskog državnog odvjetnika Stanleyja Moska:

## Kritični i popularni odgovor
Odbijeni je bio kritički i popularno prihvaćen nakon prvog emitiranja. Variety je to opisao kao rješavanje teme na "stvarni način, pokrivajući je prilično temeljito i, uglavnom, zanimljivo". Terrence O'Flaherty, kritičar San Francisco Chroniclea, složio se s tim, pohvalivši KQED zbog njegove hrabrosti u rješavanju teme kao i San Francisco Examiner, koji je rekao da je program "temom upravljao trezveno, mirno i vrlo detaljno". Od primljenih pisama KQED-a, kojih je bilo na stotine, 97% bilo je pozitivno, a mnogi su komentatori ohrabrivali stanicu da napravi više takvih programa. Dorian Book Service iz San Francisca objavio je prijepis The Rejected, i blizu 400 ljudi naručilo je primjerke. KQED udružio The Rejected na NET kanale širom zemlje; emitiran je na čak 40 od 55 NET stanica a ponovljen je na obrazovnim postajama 1963. i 1964. Konzervativni članovi homoseksualne zajednice bili su zadovoljni kako su se članovi Mattachinea predstavili kao obični ljudi, slika koja se razlikovala od percepcije koju imaju mnogi izvan zajednice. Neki radikalniji aktivisti, uključujući Frank Kameny i Randy Wicker, smatrali su da je program trebao imati pozitivniji ton prema homoseksualnosti.
Godine 2002. Gay i lezbijski savez protiv klevete dodijelio je KQED-u prvu nagradu Pioneer, kao priznanje svojoj produkciji The Rejected kao početku duge povijesti programiranja povezanih s LGBT-om.

## Dostupnost
KQED, nakon emitiranja filma The Rejected, nije arhivirao tiskanu kopiju dokumentarca, a dugi niz godina cjeloviti dokumentarac smatrao se izgubljenim, s dostupnim samo prijepisima. Robert Chehoski, arhivist za KQED, i Alex Cherian, arhivar za knjižnicu J. Paul Leonard na Državnom sveučilištu u San Franciscu, tražili su bilo koji preostali tiskani primjerak do šest godina. Na kraju su njih dvoje otkrili da je film u vlasništvu WNET-a koji je financirao film, a jedna jednostruka četverostruka videokaseta arhivirana je u Kongresnoj knjižnici. Laboratorij za snimanje u knjižnici već je prepravio film u digitalni format i dostavio kopiju televizijske arhive San Francisco Bay Area, u svrhu da ga učini dostupnim na mreži. 60-minutni film TV Arhiva objavila je na mreži 22. svibnja 2015.
Koproducent filma Irving Saraf također je aludirao na dodatnih 30 minuta neemitirane snimke, uključujući sadržaj snimljen u baru Black Cat. Ova dodatna snimka nije pronađena. Produkcijska prepiska napisana od ožujka do srpnja 1961. između KQED-ovog voditelja programa Jonathana Ricea i NET-ovog direktora za TV programiranje Donleyja F. Feddersena odnosi se na scene s barom i njegovim vlasnikom Solom Stoumanom koje su snimljene, ali će vjerojatno biti izrezane iz konačnog uređivanja. Te je dokumente sačuvalo Povijesno društvo Wisconsin.

## Vanjske poveznice
- Pogledajte The Rejected u arhivi televizije na Područja zaljeva San Francisco